# Silahdar Findiklili Mehmed Aga
Silahdar Fındıklılı Mehmed Ağa je bil osmanski zgodovinar in pisatelj, ki je ustvarjal v vladavinah sultanov   Mehmeda IV., Sulejmana II., Ahmeda II., Mustafe II. in Ahmeda III., * 7. december 1658, Carigrad, Osmansko cesarstvo, † okoli 1726/1627, Carigrad, Osmansko cesarstvo.

## Otroštvo in mladost
Silahdar Fındıklılı Mehmed Ağa je bil rojen v četrti Fındıklı, Galata, Carigrad. Na sultanov dvor je prišel zelo mlad in bil pod pokroviteljstvom Baş Musahib Şahin Age. 9. februarja 1674 je postal eden od vrtnarjev Hasbahçe in nato paž na sultanovem dvoru. Zelo hitro se je vzpenjal na višje položaje in prišel v službo sultana Mehmeda IV.

## Vojni pohodi
Mehmed Ağa se je udeležil drugega obleganja Dunaja leta 1683 in opisal težave, ki jih je imel po odhodu iz vojske. Leta 1688 je bil priča odstavitve sultana Mehmeda IV. in upor janičarjev. Dogodke je opisoval podrobno in zelo skrbno in prišel v službo Mehmedovega naslednika  Sulejmana II.

## Dela
Silahdar Mehmed Aga je nadaljeval svoje pisanje v sultanovi palači. Napisal je več zgodovinskih kronik, med njimi Zeyl-i Fezleke (Pripis k Fezleku), ki temelji na zgodnejšemu delu zgodovinarja  Kâtipa Čelebija. Delo je zdaj znano pod naslovom Silahdar Tarihi (Zgodovina nosilca meča). 

### Zeyl-i-Fezleke
Odkritih je sedem prepisov Zeyl-i Fezleke. Trije so v knjižnicah v Carigradu, ena v Splošni knjižnici v Manisi in ena na Dunaju. Za Halis efendijev prepis, ki ga je uporabljal Ahmed Refik Beg v Knjižnici turškega zgodovinskega društva, ni znano, kje je.
Drugi zvezek tega dela ima naslov Nusretname (Knjiga zmag). V njem so opisani dogodki, ki so se zgodili pred njim in v času njegovega življenja. Med dogodki opisuje velik požar v Konstantinoplu leta 1660, ki je uničil skoraj celo mesto, svoje izkušnje med pohodi Kara Mustafa Paše in drugo obleganje Dunaja.
Za dogodke pred svojim rojstvom je uporabljal starejše vire, vendar iz njih ni preprosto prepisoval. Primerjal je opise istega dogodka v več virih in dopolnil pomanjkljivosti. Za Zeyl-i Fezleke je zato mogoče zanesljivo reči, da vsebuje podrobnejše informacije kot kateri koli od njenih virov.
Za opis dogodkov iz svojega obdobja ni hitel in uporabljal drugih obstoječih virov, ampak je zelo podrobno zapisoval svoja opazovanja. Delo Silahdar je še posebej pomembno zaradi opisa obleganja Dunaja in spremljajočih dogodkov, ker se je obleganja sam udeležil. Opisi temeljijo na njegovih opazovanjih in izkušnjah.

### Nusretname
V Nusretname so v prvem delu opisani pohodi sultana Mustafe II. proti Avstriji, katastrofalen poraz pri Senti, Karlovški mirovni sporazum, ustanovitev Edirna in akcije vojne mornarice. V drugem delu so opisani dogodki v letih 1704-1721. Najpomembnejši med njimi so pohod Baltadži Mehmed Paša proti Rusiji, Purutski mirovni sporazum in borbe Krimskega kanata na Krimu. Opisi so bolj jedrnati, ker je ta del napisal po odhodu z dvora. Avtor je v tem delu opisal veliko tistega, kar je samo slišal.
Silahdar Mehmed Aga je v obeh svojih delih dogodke opisoval kronološko, leto za letom. V nekaj primerih, ki so se mu zdeli pomembni, je dogodke datiral po gregorijanskem koledarju.

## Smrt
Silahdar Findklili Mehmed Aga je umrl verjetno leta 1726 ali 1627. Podatki o smrti in tem, kje je pokopan, so  različni. Pokopan je bil na pokopališču Ayazpaşa na Taksimu, Carigrad.

## Zapuščina
Mehmed Aga je zaradi pomembne dvorne službe skrbno spremljal dogodke v državi. Veliko dogodkov se je tudi sam udeležil. Po letu 1703, ko ni bil več v dvorni službi, je zapisoval večinoma tisto, kar je slišal.
Primerjave zgodovinskih del iz njegovega obdobja kažejo, da je bila njegova Zeyl-i Fezleke podrobnejša od drugih. V njej je veliko podrobnosti in datumov, ki jih drugod ni.  Razen tega je imel kot uradnik dvorne birokracije dostop do podatkov, ki za druge niso bili dostopni. Med slednje so spadale tudi številne podrobnosti iz sultanovega zasebnega življenja.
Zeyl-i Fezleke in  Nusretnâme, ki sta pomembna primarna zgodovinska vira,  dolgo časa nista vzbujali pozornosti zgodovinarjev. Za Nusretnâme je mogoče reči, da je bila v senci Râşid Târihi, ki je opisovala dogodke iz istega obdobja. Zgodovinarji, kot so bili Vakanuvis Rašid Mehmed, Orfi Mahmud Aga, Ahmed Džavid in  Ahmed Resmi Efendi so Nusretnâme  uporabljali kot primarni vir. Rašid,  ki se je na veliko okoristil s podatki iz Nusretname, predvsem za dogodke od leta  1695 in 1703, je svoj vir zamolčal. V njegovih delih so dogodki poenostavljeni in vsebujejo veliko preskokov in netočnosti. Doktorsko študijo Silahdarjevih del je opravil Mehmet Topal.

## Vira
- Türkal, Merve (2013). Silahdar Findiklili Mehmed Ağa'nin Hayati ve eserleri. (1658 / 1726-27).
- Topal, Mehmet (2001). Silahdar Findiklili Mehmed Agha Nusretnâme: Tahlil ve Metin (1106-1133/1695-1721).